# الحليم (أسماء الله الحسنى)
الحليم هو من أسماء الله الحسنى، وهو من صيغ المبالغة، ومعناه: الذي لا يعجل على عباده بعقوبتهم على ذنوبهم.

## في القرآن الكريم
ورد في القرآن الكريم إحدى عشرة مرة، منها:
- قوله تعالى ﴿وَاعْلَمُوا أَنَّ اللَّهَ يَعْلَمُ مَا فِي أَنْفُسِكُمْ فَاحْذَرُوهُ وَاعْلَمُوا أَنَّ اللَّهَ غَفُورٌ حَلِيمٌ﴾ سورة البقرة:235
- وقوله سبحانه وتعالى ﴿قَوْلٌ مَعْرُوفٌ وَمَغْفِرَةٌ خَيْرٌ مِنْ صَدَقَةٍ يَتْبَعُهَا أَذًى وَاللَّهُ غَنِيٌّ حَلِيمٌ﴾ سورة البقرة:263
- وقوله ﴿وَاللَّهُ يَعْلَمُ مَا فِي قُلُوبِكُمْ وَكَانَ اللَّهُ عَلِيمًا حَلِيمًا﴾ سورة الأحزاب:51
- وقوله تعالى ﴿إِنَّهُ كَانَ حَلِيمًا غَفُورًا﴾ سورة الإسراء:44

## في السنة النبوية
عن ابن عباس:
| الحليم (أسماء الله الحسنى) | أنَّ نبيَّ اللهِ كان يقولُ عند الكربِ :لا إله إلا الله العظيمُ الحليمُ، لا إله إلا الله ربُّ العرشِ العظيمُ، لا إله إلا اللهُ ربُّ السماواتِ وربُّ الأرضِ وربُّ العرشِ الكريمُ | الحليم (أسماء الله الحسنى) |

## الأقوال في معناه
- قال ابن جرير[3]:«حليم ذو أناة لا يعجل على عباده بعقوبتهم على ذنوبهم»
- قال الأصبهاني[4] :«حليم عمن عصاه ، لأنه لو أراد أخذه في وقته أخذه ، فهو يحلم عنه ويؤخره إلى أجله ، وهذا الاسم وإن كان مشتركا يوصف به المخلوق ، فحلم المخلوق حلم لم يكن في الصغر ، ثم كان في الكبر ، وقد يتغير بالمرض والغضب والأسباب الحادثة ، ويفنى حلمه بفنائه ، وحلم الله عز وجل لم يزل ولا يزول ، والمخلوق يحلم عن شيء ولا يحلم عن غيره ، ويحلم عمن لا يقدر عليه ، والله تعالى حليم مع القدرة»
- قال السعدي:[5]«الحليم الذي يدر على خلقه النعم الظاهرة والباطنة ، مع معاصيهم وكثرة زلاتهم ، فيحلم عن مقابلة العاصين بعصيانهم ، ويستعتبهم كي يتوبوا ، ويمهلهم كي ينيبوا»
- قال الغزالي:[6]«الحليم: هو الذي يشاهد معصية العصاة ويرى مخالفة الأمر ثم لا يستفزه غضب، ولا يعتريه غيظ، ولا يحمله على المسارعة إلى الانتقام مع غاية الاقتدار عجلة وطيش، كما قال تعالى ﴿وَلَوْ يُؤَاخِذُ اللَّهُ النَّاسَ بِظُلْمِهِمْ مَا تَرَكَ عَلَيْهَا مِنْ دَابَّةٍ وَلَكِنْ يُؤَخِّرُهُمْ إِلَى أَجَلٍ مُسَمًّى فَإِذَا جَاءَ أَجَلُهُمْ لَا يَسْتَأْخِرُونَ سَاعَةً وَلَا يَسْتَقْدِمُونَ﴾ سورة النحل:61»
- قال الحليمي:[7]«الذي لا يحبس أنعامه وأفضاله عن عباده لأجل ذنوبهم، ولكن يرزق العاصي كما يرزق المطيع، ويبقيه وهو منهمك في معاصيه، كما يبقي البر التقي، وقد يقيه الآفات والبلايا وهو غافل لا يذكره، فضلاً عن أن يدعوه، كما يقيها الناسك الذي يسأله، وربما شغلته العبادة عن المسألة»
- قال الخطابي:[8]«هو ذو الصفح والأناة ، الذي لا يستفزه غضب ، ولا يستخفه جهل جاهل ولا عصيان عاص، ولا يستحق الصافح مع العجز اسم الحلم ، إنما الحليم هو الصفوح مع القدرة ، والمتأني الذي لا يعجل بالعقوبة»
- قال ابن كثير:[9]««حَلِيمٌ غَفُورٌ» أن يرى عباده وهم يكفرون به ويعصونه، وهو يحلم فيؤخر ويُنْظِر ويؤجِّل ولا يعجل، ويستر آخرين ويغفر»
- قال ابن القيم:[10]